# Hạ Hầu Kiệt
Hạ Hầu Kiệt (chữ Hán:夏侯傑, bính âm: Xiahou Jie, ???-208) là một nhân vật hư cấu trong tiểu thuyết lịch sử Tam Quốc diễn nghĩa của nhà văn La Quán Trung. Nhân vật này là bà con của Tào Tháo.

## Tại cầu Đương Dương
Trong tiểu thuyết này, nhân vật Hạ Hầu Kiệt xuất hiện tại Hồi thứ 42, khi đó, ông đang đi theo Tào Tháo truy kích Triệu Vân trong trận Trường Bản. Đến cầu Đương Dương khi đó Trương Phi một mình đứng trên cầu và hét lớn: "Trương Dực Đức người nước Yên đây! Ai dám cùng ta quyết một trận tử chiến?". Hạ Hầu Kiệt ở bên cạnh Tào Tháo khiếp sợ quá, đứt ruột vỡ gan, ngã nhào xuống ngựa. La Quán Trung lại bình thêm rằng: Thật là: Đứa con nít miệng còn hôi sữa, chịu làm sao được tiếng sấm sét; kẻ tiều phu ốm yếu sao chịu nổi tiếng gầm của hổ báo?.

## Trong truyện tranh
Hạ Hầu Kiệt được tái hiện trong bộ truyện tranh Nhật Bản có tên: Con trai rồng. Trong truyện này, Hạ Hầu Kiệt cùng Tào Tháo truy kích Triệu Vân và gặp Trương Phi tại cầu Đương Dương. Trương Phi hét lớn, Hạ Hầu Kiệt bị kích động nên đã cùng với 2 tên lính khác xông lên cầu để bắt Trương Phi nhưng bị Trương Phi dùng một xà mâu chém mạnh một nhát đứt đôi cả ba người lẫn ngựa, xác rơi xuống sông.